# Петров, Николай Алексеевич (Герой Российской Федерации)
Николай Алексеевич Петров (24 сентября 1999, Тоскаево, Яльчикский район, Чувашская Республика — 15 марта 2023, Украина) — участник вторжения России на Украину в 2022 году; в боевых действиях участвовал с 2022 по 2023 год. Старший лейтенант (2023). Герой Российской Федерации (2023).

## Биография

### Происхождение
Николай Петров родился в деревне Тоскаево Яльчикского района Чувашской Республики 24 сентября 1999 года. В 2006 году Николай поступил в 1 класс Яльчикской средней школы, где учился по 2017 год. Первый учитель Николая Петрова — Алёна Данилова.
В 2021 году с отличием окончил Московское высшее общевойсковое командное училище.
После окончания училища был направлен на дальнейшее прохождение службы в Республику Дагестан город Буйнакск в войсковую часть 63354, в 136-ю отдельную гвардейскую мотострелковую бригаду.
С первых дней участвовал в военных действиях в ходе вторжения России на Украину. В ходе боя в районе населенного пункта Авдеевка получил ранения, несовместимые с жизнью.

## Награды
- Указом Президента Российской Федерации от 7 июня 2023 года № 496 присвоено звание Герой Российской Федерации (посмертно).
- Указом Президента Российской Федерации от 17 января 2023 года награждён Орденом Мужества.
- Почётный гражданин Чувашской Республики (6 декабря 2023) — за совершение подвига, мужество, смелость и отвагу, проявленные при исполнении воинского долга